# Raymond Barre
Raymond Octave Joseph Barre (Réunion, Saint-Denis, 1924. április 12. – Párizs, 2007. augusztus 25.) francia közgazdász, politikus.

## Korai pályája
Jogi diplomájának megszerzése után, 1951 és 1954 között a tuniszi Felsőfokú Tanulmányok Intézetének tanára. Tunéziában ismerkedett meg Hegedüs Évával, Hegedüs Lóránt politikus lányával, 1954. november 9-én házasodtak össze. Barre azután a caeni egyetem jogi és közgazdasági karának oktatója (1945-1963). Az időközben közgazdaságtanból doktorált Barre 1959 és 1962 között az ipari minisztériumban töltött be magas pozíciót. 1967. július 2. és 1973. január 5. között gazdasági és pénzügyi biztos volt az Európai Unió elődjénél, az Európai Gazdasági Közösségnél. 1976 januárjában külkereskedelmi miniszterré nevezték ki Jacques Chirac gaulle-ista kormányába.

## A kormány élén
1976. augusztus 25. és 1981. május 21. között Franciaország jobbközép kormányának feje Valéry Giscard d’Estaing elnöksége idején. Gazdaságpolitikája arra irányult, hogy a kormánykiadások és a fizetési mérleg hiányának csökkenésével javítsa a francia gazdaság versenyképességét. Olyan gazdasági feltételeket kívánt teremteni, amelyek segítségével az ország visszatérhet a gyors gazdasági növekedés útjára. Ennek biztosítottak előnyt, s nem a gyorsan növekedő munkanélküliség (1978 végén 1,3 millió) visszaszorításának. A takarékossági program hasznos eszköznek bizonyult. Kormánya jelentősen emelte a társadalombiztosítási hozzájárulások összegét; ár- és bérstoppot rendeltek el, s az 1970-es évek második felére sikerült az infláció mértékét (9% körül) stabilizálni. 1978-ban pártot alapított Unió a Francia Demokráciáért (UDF – Union pour la démocratie française) névvel, amely magába foglalta a radikálisok többségét, a független köztársaságiakat és a centralistákat. 1977 márciusában új kormányt alakított, és az 1978-as képviselőválasztások után ismét miniszterelnök lett.

## Tevékenysége 1981 után
1981 májusában, François Mitterrand (1916–1996) elnökválasztási győzelme után lemondott. A júniusi képviselőválasztások alkalmával Rhône megye képviselőjévé választották. Indult az 1988-as elnökválasztáson, de már az első fordulóban kiesett. 1995-ben Lyon polgármesterévé választották (1991-ig állt a város élén), a politikai élettől 2002-ben vonult vissza. Felesége révén – akivel 1954-ben kötött házasságot – szoros kapcsolatok fűzték Magyarországhoz: a Párizsi Magyar Intézet (Institut Hongrois de Paris) baráti körének elnöke, a Budapesti Operabarát Egyesület és Alapítvány védnöke, a francia–magyar politikai, gazdasági és kulturális kapcsolatok lelkes támogatója volt. Visszavonulása óta először 2007 márciusában hallatott magáról, amikor védelmébe vette egykori költségvetési miniszterét – (Maurice Papon 1910–2007) –, akit tíz év börtönre ítéltek zsidók deportálásában való segédkezésért. Botrányt kavart azzal is, hogy jóravaló embernek mondta a holokauszt tagadásáért 2007-ben három hónap börtönre ítélt Bruno Gollnisch szélsőjobboldali európai parlamenti képviselőt.
1998-ban megkapta a Magyar Érdemrend parancsnoki keresztje a csillaggal kitüntetést.

## Halála
2007 áprilisában rosszullét miatt a monacói kórházba szállították, majd a párizsi katonai kórház kardiológiai részlegén ápolták. Augusztus 25-én hajnalban, nyolcvanhárom éves korában a párizsi Val-de-Grâce klinikáján érte a halál.

## Kapcsolódó szócikk
- Franciaország miniszterelnökeinek listája